# Alexander Henry Haliday
Alexander Henry Haliday, född den 21 november 1806 i Holywood, död den 13 juli 1870 i Lucca, var en irländsk entomolog främst känd för sina arbeten med steklar, tvåvingar och tripsar. Han var ledamot i Royal Irish Academy, Belfast Natural History Society, Microscopical Society of London, Galileiana Academy of Arts and Science och Entomological Society of London.
Auktorsnamnet Haliday kan användas för Alexander Henry Haliday i samband med ett vetenskapligt namn inom zoologin; se Wikipedia-artiklar som länkar till auktorsnamnet.